# Lista celor mai buni marcatori ai Cupei UEFA și ai UEFA Europa League
UEFA Europa League este a doua competiție inter-cluburi ca valoare și importanță din Europa. Inițial fiind o competiție simplă eliminatorie, pe parcurs ea evoluează și include o fază a grupelor cu runde preliminare de calificări. Între 1971 și 2009 ea a purtat denumirea de Cupa UEFA.

## Topul marcatorilor All-Time
| Poziția | Jucător               | Țara             | Goluri | Meciuri | Raport | Anii      | Cluburi                                                             |
| ------- | --------------------- | ---------------- | ------ | ------- | ------ | --------- | ------------------------------------------------------------------- |
| 1       | Henrik Larsson        | Suedia           | 40     | 56      | 0.71   | 1996-2010 | Feyenoord (1), Celtic (27), Helsingborgs (12)                       |
| 2       | Radamel Falcao        | Columbia         | 30     | 29      | 1.03   | 2010-     | Porto (17), Atletico (13)                                           |
| 3       | Dieter Müller         | Germania de Vest | 29     | 36      | 0.81   | 1973-1984 | Köln (25), Stuttgart (1), Saarbrücken (3)                           |
| 4       | Șota Arveladze        | Georgia          | 27     | 44      | 0.61   | 1994-2007 | Dinamo Tbilisi (2), Trabzonspor (4), Ajax (10), Rangers (2), AZ (9) |
| 5       | Alessandro Altobelli  | Italia           | 25     | 58      | 0.43   | 1977-1989 | Internazionale (21), Juventus (4)                                   |
| 6       | Jupp Heynckes         | Germania de Vest | 23     | 21      | 1.10   | 1971-1975 | Borussia Mönchengladbach (23)                                       |
| 7       | Martin Chivers        | Anglia           | 22     | 34      | 0.65   | 1971-1978 | Tottenham Hotspur (22)                                              |
| 7       | Karl-Heinz Rummenigge | Germania de Vest | 22     | 49      | 0.45   | 1977-1989 | Bayern München (13), Internazionale (9)                             |
| 7       | Jürgen Klinsmann      | Germania         | 22     | 36      | 0.61   | 1988-1998 | VfB Stuttgart (4), Internazionale (3), Bayern München (15)          |
| 7       | Dennis Bergkamp       | Olanda           | 22     | 42      | 0.52   | 1988-2000 | Ajax (9), Internazionale (9), Arsenal (4)                           |
| 10      | Ulf Kirsten           | Germania         | 21     | 29      | 0.72   | 1993-1999 | Dynamo Dresden (5), Bayer Leverkusen (16)                           |
| 10      | Demis Nikolaidis      | Grecia           | 21     | 31      | 0.68   | 1995-1996 | AEK Atena (21)                                                      |
| 10      | Alan Shearer          | Anglia           | 21     | 31      | 0.68   | 1994-2005 | Newcastle United (20), Blackburn Rovers (1)                         |
| 10      | Francesco Totti       | Italia           | 21     | 36      | 0.58   | 1995-2010 | Roma (21)                                                           |

## Golgheteri după sezoane
| Sezon   | Jucător                | Naționalitate    | Club                     | Goluri |
| ------- | ---------------------- | ---------------- | ------------------------ | ------ |
| 1971–72 | Ludwig Bründl          | Germania de Vest | Eintracht Braunschweig   | 10     |
| 1972–73 | Jupp Heynckes          | Germania de Vest | Borussia Mönchengladbach | 12     |
| 1972–73 | Jan Jeuring            | Olanda           | Twente                   | 12     |
| 1973–74 | Lex Schoenmaker        | Olanda           | Feyenoord                | 11     |
| 1974–75 | Jupp Heynckes          | Germania de Vest | Borussia Mönchengladbach | 10     |
| 1975–76 | Geertruida Maria Geels | Olanda           | Ajax                     | 14     |
| 1976–77 | Stan Bowles            | Anglia           | Queens Park Rangers      | 11     |
| 1977–78 | Gerrie Deykers         | Olanda           | PSV Eindhoven            | 8      |
| 1977–78 | Raimondo Ponte         | Elveția          | Grasshopper              | 8      |
| 1978–79 | Allan Simonsen         | Danemarca        | Borussia Mönchengladbach | 9      |
| 1979–80 | Dieter Hoeneß          | Germania de Vest | Bayern München           | 7      |
| 1979–80 | Harald Nickel          | Germania de Vest | Borussia Mönchengladbach | 7      |
| 1980–81 | John Wark              | Scoția           | Ipswich Town             | 14     |
| 1981–82 | Torbjörn Nilsson       | Suedia           | Göteborg                 | 9      |
| 1982–83 | Alain Giresse          | Franța           | Bordeaux                 | 7      |
| 1982–83 | Erwin Vandenbergh      | Belgia           | Anderlecht               | 7      |
| 1983–84 | Tibor Nyilasi          | Ungaria          | Austria Viena            | 9      |
| 1984–85 | Edin Bahtić            | Bosnia           | Željezničar Sarajevo     | 7      |
| 1984–85 | Gary Bannister         | Anglia           | Queens Park Rangers      | 7      |
| 1985–86 | Klaus Allofs           | Germania de Vest | Köln                     | 9      |
| 1986–87 | Paulinho Cascavel      | Brazilia         | Vitória de Guimarães     | 5      |
| 1986–87 | Peter Houtman          | Olanda           | Groningen                | 5      |
| 1986–87 | Wim Kieft              | Olanda           | Torino                   | 5      |
| 1986–87 | Jari Rantanen          | Finlanda         | Göteborg                 | 5      |
| 1987–88 | Kenneth Brylle Larsen  | Danemarca        | Club Brugge              | 6      |
| 1987–88 | Dimitris Saravakos     | Grecia           | Panathinaikos            | 6      |
| 1988–89 | Torsten Gütschow       | Germania de Est  | Dynamo Dresden           | 7      |
| 1989–90 | Falko Götz             | Germania de Est  | Köln                     | 6      |
| 1989–90 | Karl-Heinz Riedle      | Germania de Vest | Werder Bremen            | 6      |
| 1990–91 | Rudi Völler            | Germania         | Roma                     | 10     |
| 1991–92 | Dean Saunders          | Țara Galilor     | Liverpool                | 9      |
| 1992–93 | Gérald Baticle         | Franța           | Auxerre                  | 8      |
| 1993–94 | Dennis Bergkamp        | Olanda           | Internazionale           | 8      |
| 1993–94 | Edgar Schmitt          | Germania         | Karlsruher               | 8      |
| 1994–95 | Ulf Kirsten            | Germania         | Bayer Leverkusen         | 10     |
| 1995–96 | Jürgen Klinsmann       | Germania         | Bayern München           | 15     |
| 1996–97 | Maurizio Ganz          | Italia           | Internazionale           | 8      |
| 1997–98 | Stéphane Guivarc'h     | Franța           | Auxerre                  | 7      |
| 1998–99 | Enrico Chiesa          | Italia           | Parma                    | 8      |
| 1998–99 | Tomasz Kulawik         | Polonia          | Wisła Kraków             | 8      |
| 1999–00 | Darko Kovačević        | Iugoslavia       | Juventus                 | 10     |
| 2000–01 | Dimitar Berbatov       | Bulgaria         | CSKA Sofia               | 7      |
| 2000–01 | Bolo                   | Spain            | Rayo Vallecano           | 7      |
| 2001–02 | Pierre van Hooijdonk   | Olanda           | Feyenoord                | 8      |
| 2002–03 | Derlei                 | Brazilia         | Porto                    | 12     |
| 2003–04 | Sonny Anderson         | Brazilia         | Villarreal               | 6      |
| 2003–04 | Didier Drogba          | Côte d'Ivoire    | Olympique Marseille      | 6      |
| 2003–04 | Mateja Kezman          | Serbia           | PSV Eindhoven            | 6      |
| 2003–04 | Alan Shearer           | Anglia           | Newcastle United         | 6      |
| 2004–05 | Alan Shearer           | Anglia           | Newcastle United         | 11     |
| 2005–06 | Matías Emilio Delgado  | Argentina        | Basel                    | 9      |
| 2006–07 | Walter Pandiani        | Uruguay          | Espanyol                 | 11     |
| 2007–08 | Pavel Pogrebnyak       | Rusia            | Zenit St. Petersburg     | 10     |
| 2007–08 | Luca Toni              | Italia           | Bayern München           | 10     |
| 2008–09 | Vágner Love            | Brazilia         | CSKA Moscova             | 11     |
| 2009–10 | Óscar Cardozo          | Paraguay         | Benfica                  | 9      |
| 2009–10 | Claudio Pizarro        | Peru             | Werder Bremen            | 9      |
| 2010–11 | Radamel Falcao         | Columbia         | Porto                    | 17     |
| 2011–12 | Radamel Falcao         | Columbia         | Atlético Madrid          | 12     |
| 2012–13 | Libor Kozák            | Cehia            | Lazio                    | 10     |

## Golgheteri după echipă
| # | Echipa                   | Titluri | Goluri | Sezoane                               |
| - | ------------------------ | ------- | ------ | ------------------------------------- |
| 1 | Borussia Mönchengladbach | 4       | 38     | 1972–73*, 1974–75, 1978–79, 1979–80*. |
| 2 | Bayern München           | 3       | 32     | 1979–80*, 1995–96, 2007–08*.          |
| 3 | Queens Park Rangers      | 2       | 18     | 1976–77, 1984–85*.                    |
| 3 | Göteborg                 | 2       | 14     | 1981–82, 1986–87*.                    |
| 3 | Köln                     | 2       | 15     | 1985–86, 1989–90*.                    |
| 3 | Internazionale           | 2       | 16     | 1993–94*, 1996–97.                    |
| 3 | Auxerre                  | 2       | 15     | 1992–93, 1997–98.                     |
| 3 | Feyenoord                | 2       | 19     | 1973–74, 2001–02.                     |
| 3 | PSV Eindhoven            | 2       | 14     | 1977–78*, 2003–04*.                   |
| 3 | Newcastle United         | 2       | 17     | 2003–04*, 2004–05.                    |
| 3 | Werder Bremen            | 2       | 15     | 1989–90*, 2009–10*.                   |

- * Two or more Jucătors were equal top scorers.
- List is ordered by date of accomplishment.

## Golgheteri după țară
|    | Țara                  | Titluri | Goluri | Sezoane |
| -- | --------------------- | ------- | ------ | --- |
| 1  | Germania              | 11      | 121    | 1971–72, 1972–73*, 1968–69, 1974–75, 1979–80*, 1979–80*, 1985–86, 1989–90*, 1990–91, 1993–94*, 1994–95, 1995–96. |
| 2  | Olanda                | 8       | 71     | 1972–73*, 1973–74, 1975–76, 1977–78*, 1986–87*, 1986–87*, 1993–94*, 2001–02.                                     |
| 3  | Anglia                | 4       | 35     | 1976–77, 1984–85*, 2003–04*, 2004–05.                                                                            |
| 3  | Brazilia              | 4       | 33     | 1986–87*, 2002–03*, 2003–04*, 2008–09.                                                                           |
| 5  | Franța                | 3       | 22     | 1982–83*, 1992–93, 1997–98.                                                                                      |
| 5  | Serbia                | 3       | 26     | 1999–00, 2003–04*, 2003–04*.                                                                                     |
| 5  | Italia                | 3       | 26     | 1996–97, 1998–99, 2007–08*.                                                                                      |
| 10 | Danemarca             | 2       | 15     | 1978–79, 1987–88*.                                                                                               |
| 10 | Germania de Est       | 2       | 13     | 1988–89, 1989–90*.                                                                                               |
| 10 | Suedia                | 2       | 20     | 1981–82, 2002–03*.                                                                                               |
| 10 | Bosnia și Herțegovina | 2       | 13     | 1984–85*, 2003–04*.                                                                                              |
| 10 | Columbia              | 2       | 29     | 2010–11, 2011–12.                                                                                                |

- * Two or more Jucătors were equal top scorers.

## Golgheteri după numărul de titluri
|   | Țara           | Titluri | Goluri | Sezoane            |
| - | -------------- | ------- | ------ | ------------------ |
| 1 | Jupp Heynckes  | 2       | 22     | 1972–73*, 1974–75. |
| 1 | Alan Shearer   | 2       | 17     | 2003–04*, 2004–05. |
| 1 | Radamel Falcao | 2       | 29     | 2010–11, 2011–12.  |

- * Two or more Jucătors were equal top scorers.
- List is ordered by date of accomplishment.